# Chó Bully Mỹ
Chó Bully Mỹ là một giống chó có nguồn gốc từ Mỹ, chúng là hậu duệ của chó American Pit Bull Terrier, American Staffordshire Terrier và Chó bò Mỹ. Bully (biệt danh là kẻ bắt nạt) là giống chó được lai tạo giữa chó bò Mỹ (American Bulldog) và Pitbull, việc lai tạo này sẽ tạo ra một nguồn giống mới, tập hợp tất cả những tinh túy của hai nguồn gien để có giống chó tốt. Là hậu duệ của giống chó hiếu chiến Pit Bull nhưng American Bully lại thân thiện và hiền lành với chủ. Tuy nhiên, có nhận định khác cho rằng Bully có thể gọi là chó dữ vì nó rất khỏe, da dày, cấu trúc hàm răng đặc biệt nên nó đã cắn rồi là không nhả dù Bully đã được lai tạo cho hiền đi, nhưng bản tính thì khó mà biến mất hoàn toàn.

## Tình hình

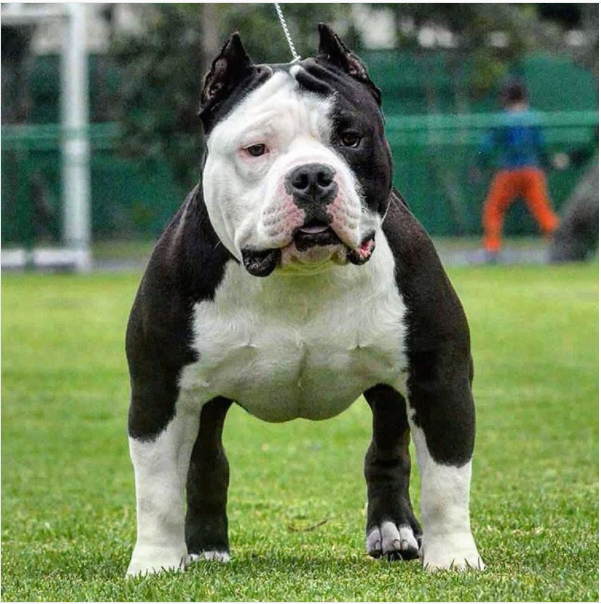
chó Bully

Ở Mỹ, Thái Lan và một số quốc gia khác, Bully đang lên cơn sốt, một Bully con vài tháng tuổi, đẹp có giá từ vài ngàn USD đến trên 20.000 USD, chưa kể Bully bố mẹ, những con đẹp có khi giá đến mấy chục ngàn USD hoặc rất quý. Đối với các nước này, Bully là nguồn kinh tế có giá trị cao. Nó trở thành một ngành nghề kinh doanh và được xã hội thừa nhận. Họ nuôi và kinh doanh một cách chuyên nghiệp, nghiêm túc. Hiện nay, việc nuôi Bully (American Bully) đã thu hút sự quan tâm rất lớn của giới đam mê quý khuyển ở Việt Nam. Còn ở Việt Nam, việc nuôi Bully chỉ mang tính tự phát, manh mún, không phải người nào cũng nắm được nguồn gốc, phả hệ, giấy khai sinh (pedigree) của vật nuôi mình chọn. Những chú chó có giá lên đến nghìn đô này đang nhận rất nhiều tình cảm bởi người nuôi dạy chó kiểng Sài thành.
Bully có nguồn gien chưa ổn định nên chưa được tổ chức FCI công nhận là một giống chó chính của thế giới. Tuy nhiên, ở Mỹ, có đến ba tổ chức lớn công nhận giống chó này gồm: American Bully Kennel Club (Hiệp hội giống chó Bully Mỹ, viết tắt là ABKC), AKC (American Staffor shire terrier) và UKC (American pitbull terrier). Mỗi tổ chức sẽ đưa ra những tiêu chuẩn khác nhau về Bully và thành viên tại mỗi tổ chức sẽ được cấp thẻ hội viên. Thẻ này được xem là giấy tờ thông hành hợp lệ của Bully, có vai trò quyết định đến việc sinh hoạt, tham dự các dogshow. Người nuôi phải có thẻ hội viên của từng tổ chức để đăng ký dự thi, vẫn có thể đăng ký làm gia phả và làm thẻ hội viên tại ba hiệp hội. Người đang có ý định nuôi Bully nên dành thời gian tìm hiểu kỹ về nguồn gốc, phả hệ của Bully mình định mua, nên đăng ký làm thành viên của tổ chức nào… Khi đã gia nhập một tổ chức, thành viên đó nên tuân thủ theo những tiêu chuẩn do tổ chức kia đặt ra trong việc nuôi và huấn luyện Bully.

## Đặc điểm

### Tổng thể
Đây là một giống chó mới được lai tạo vào những năm 90 từ rất nhiều các loại chó mang nhiều đặc điểm ưu việt khác nhau. Đây là sự kết hợp những đặc tính trội của 2 giống pitbull. Chúng mang những đặc tính tốt của 2 loài chó nói trên. Chính công nghệ lai tạo, chọn lọc những đặc tính gen quý mà các nhà khoa học đã cho ra đời một giống chó đang được rất nhiều người trên thế giới yêu thích.
American Bully được lai tạo từ American Pitbull Terrier (Mỹ) và American Staffordshire Terrier nên chúng có tính khí mạnh mẽ và thân hình hầm hố. Bully chỉ cần có cung cấp đầy đủ dinh dưỡng chúng sẽ phát triển tốt, săn chắc, cơ bắp mà không cần phải tập luyện nhiều như nhiều người nghĩ là chúng phải tập luyện rất nhiều mới lên cơ bắp được. Con đực cao khoảng 18-21 inch tính từ vai, con cái 17-20 inch. Kích thước trung bình của chó bully với chiều cao và cân nặng cần phải cân đối. Không có con số chuẩn nào cho cân nặng. Đây dòng chó khỏe mạnh, lì lợm nhưng vóc dáng trung bình phù hợp với điều kiện nhà phố. Là một dòng chó có máu pit nên chúng rất năng động và hung dữ với chó khác.

### Đường nét
Chó bully có cái đầu to, đồ sộ hơn so với Pitbull. Độ dài trung bình, sâu, trán rộng, cơ má rõ, nếp dừng rõ rệt, tai nằm ở cao trên đầu. Tai được cắt hay không cắt. Mắt màu nào cũng đựợc ngoài màu trắng dã, mắt nằm thấp dưới trán và cách xa nhau. Hàm phả trông mạnh mẽ. Hàm dưới khỏe cho thấy sức nhai mạnh mẽ. Môi khít và đều nhau, hơi lòng thòng cũng được nhưng không chuộng lắm. Răng trên phải khít với răng dưới ở phần trước và phần hàm nhai.
Cổ chó bully to, hơi võng xuống, thon từ từ từ vai đến lưng sọ sau. Không có da lòng thòng. Độ dài trung bình. Vai chó bully Mạnh mẽ, có cơ bắp với những phiến rộng dốc xuống. Đặc điểm của lưng ngắn vừa phải. Hơi nghiêng xuống từ bả vai tới mông hay thẳng đều được. Có độ dốc nhẹ ở phần mông để làm nền cho phần đuôi. Phần sau hơi cao cũng có thể chấp nhận nhưng không khuyến khích.
Chó bully có Thân hình nổi bật, khung sườn chắc chắn. Các đường xương sườn phải gần nhau. Chân trước dang rộng để lộ bộ ức phát triển. Ức sâu và rộng. Đuôi Ngắn, vị trí thấp, thuôn xuống, không bị quăn. Chân chó bully có chân trước thẳng, hơi hướng ra ngoài một chút cũng có thể chấp nhận được nhưng không chuộng lắm. Chấn trước phải to khỏe, hướng thẳng lên. Chân sau có cơ bắp, cựa chúc xuống, không được quay ra hay quay vào. Ngón chân có kích thước trung bình, trông khỏe mạnh và chắc chắn. Dáng đi uyển chuyển và mạnh mẽ trên từng bước đi. Đặc điểm màu sắc bộ lông của chó bully là chúng có lông ngắn, dày, sờ thấy cứng, nhìn thấy mướt. Tất cả các màu và khoang, đốm đều chấp nhận được.

## Phân biệt với Pitt bull

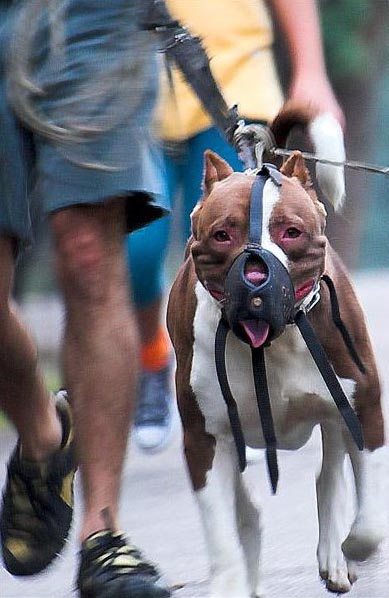
Một con Buly đang bị rọ mõm

Chó bully có vẻ bề ngoài không khác gì lắm so với một con chó pitbull,vẻ bề ngoài của chúng tương đối giống nhau. Về cơ bản, đây là 2 loài chó có hình thể tương đối giống nhau do chó bully được lai tạo từ nhiều dòng chó khác nhau trong đó một phần lớn có ảnh hưởng bởi hệ gen của chó pitbull. Đây có thể là một giống chó mới và được cho là sản phẩm lai tạo khá hoàn hảo để tạo ra một giống chó theo trường phái thể thao. Nhìn qua thì chúng ta cũng thấy rằng chó pitbull có thân hình thon gọn và cao hơn so với chó bully. Chó bully thấp và cơ bắp hơn chó pitbull.
Với bully, chúng luôn sở hữu bộ thủ và hộp sọ rất to, đồ sộ, vai u thịt bắp là chính xác nhất. Về sức khỏe và độ dẻo dai thì 2 giống chó này tương đương nhau, đôi khi nó còn phụ thuộc vào chế độ luyện tập hay mục đích của người nuôi Qua quá trình lại tạo, các nhà lai tạo giống đã loại bỏ những tính cách hiếu chiến và có phần hung hãn của chó pitbull để tạo ra một giống chó hiền lành, năng động, mạnh mẽ và thân thiện với con người với các loài cho khác. Nhưng hiền không có nghĩa là đần. Bully cũng khá thông minh, và tuyệt đối trung thành với chủ. Chúng có thể bảo vệ chủ nhân đến chết nếu chủ gặp nguy hiểm.
Chó pitbull thì có phần máu chiến hơn, tấn công chó đối phương đến chết khi được lệnh cắn của chủ nhân. Có nhiều người thích tính cách này của pitbull nhưng cũng có nhiều quan điểm trái chiều về vấn đề này. Chó bully vốn là sản phẩm của công nghệ lai tạo được phát triển mạnh trong những năm gần đây, trải qua quá trình lai tạo và chọn lựa phức tạp và lâu dài thì người ta đã chọn được ra những nguồn gen có tính trội mang nhiều ưu điểm của một giống chó khỏe mạnh, nhìn rất hung dữ, nhưng thực ra chúng lại rất hiền với con người.

## Tính nết
Trái ngược với vẻ hầm hố có phần hơi bị ngầu của chúng thì loại chó này rất hiền lành, thân thiện dễ gần, rất biết nghe lời chủ nhân. Chúng luôn tự tin khi đứng với các dòng chó khác nhưng không bao giờ tỏ ra hung hang, hiếu chiến mà ngược lại chúng tỏ ra rất điềm tĩnh. Người ta đã cố gắng chọn lọc những đặc điểm tốt của chó pitbull như vẻ bề ngoài của thân hình nhưng lại hạn chế đi phần hiếu chiến của dòng pitbull mà thay vào đó là tính cách có vẻ trầm tính, điềm đạm hơn Chúng đặc biệt rất thân thiện và cực kỳ quý trẻ em.
Đối với một loài chó khác thì cũng tùy từng cá thể. Chúng sẵn sàng lao vào chiến đấu nếu như chú chó khác gây sự trước. Nhưng nói chung là chúng tương đối hung dữ so với những loài chó khác. Chó bully có tính cách gần gũi với con người, tình cảm, quấn chủ, người ngoài khó gọi được nếu nuôi nó đến trên 7 tháng. Bully là giống cần được vận động đều hàng ngày. Chúng rất thân thiện với người và trẻ em, nó không cần phải có không gian rộng như chó Rottweiler, rất hợp với nhà phố và các căn hộ chung cư.